# Trimeresurus flavomaculatus
Trimeresurus flavomaculatus — вид отруйних змій родини Гадюкові.

## Поширення
Вид є ендеміком Філіппін, де поширений на островах Агутаян, Батан, Камігін, Катандуанес, Дінагат, Холо, Лейте, Лусон, Мінданао, Міндоро, Негрос та Полілло.

## Зовнішні посилання
- Parias (Trimeresurus) flavomaculatus images [Архівовано 22 жовтня 2012 у Wayback Machine.] at Calphotos [Архівовано 18 серпня 2014 у Wayback Machine.]. Accessed 6 December 2007.

| Жаба | Це незавершена стаття з герпетології. Ви можете допомогти проєкту, виправивши або дописавши її. |